# نیایشگاه بریهادیسوارار
نیایشگاه بریهادیسوارار که به نام‌های راجاراجسوارام و پروودیارکهیل نیز خوانده می‌شود یک معبد هندو تقدیم شده به شیوا است که در تانجاوور در تامیل نادو هند قرار دارد.این معبد یکی از بزرگترین نیایشگاه‌های جنوب هند است و یکی از بارزترین نمونه‌های معماری دراویدی می‌باشد. گاهی داکشینا مرو (مروی جنوب) نامیده می‌شود. این نیایشگاه توسط راجا راجا چولای یکم بنا شده است و بخشی از میراث جهانی یونسکو معروف به معابد بزرگ لیوینگ چولا می‌باشد. دو بنای دیگر مربوط به دودمان چولا در این مجموعه نیایشگاه آیراواتسوارا و چولاپورام هستند.